# بوردون
بوردون (به انگلیسی: Bordon) یک شهرک در بریتانیا است که در همپشر واقع شده‌است.